# Jílovice (České Budějovice-i járás)
Jílovice település Csehországban, a České Budějovice-i járásban. Jílovice Petříkov, Hrachoviště, Suchdol nad Lužnicí, Třeboň, Domanín, Libín, Mladošovice, Borovany és Cep településekkel határos. Lakosainak száma 1063 fő (2024. január 1.).

## Népesség
A település lakosságának változását az alábbi diagram mutatja:
| Lakosok száma | 2304 | 2337 | 2299 | 1588 | 1047 | 842  | 956  | 1010 | 1026 | 1063 |
|               | 1869 | 1890 | 1921 | 1950 | 1980 | 2001 | 2017 | 2019 | 2022 | 2024 |